# 対頂角
対頂角（たいちょうかく,Diagonal angles）とは、2直線が交わってできる角のうち、向かいあった角のことである。
図では、∠ a と∠ c、∠ b と∠ d が対頂角である。

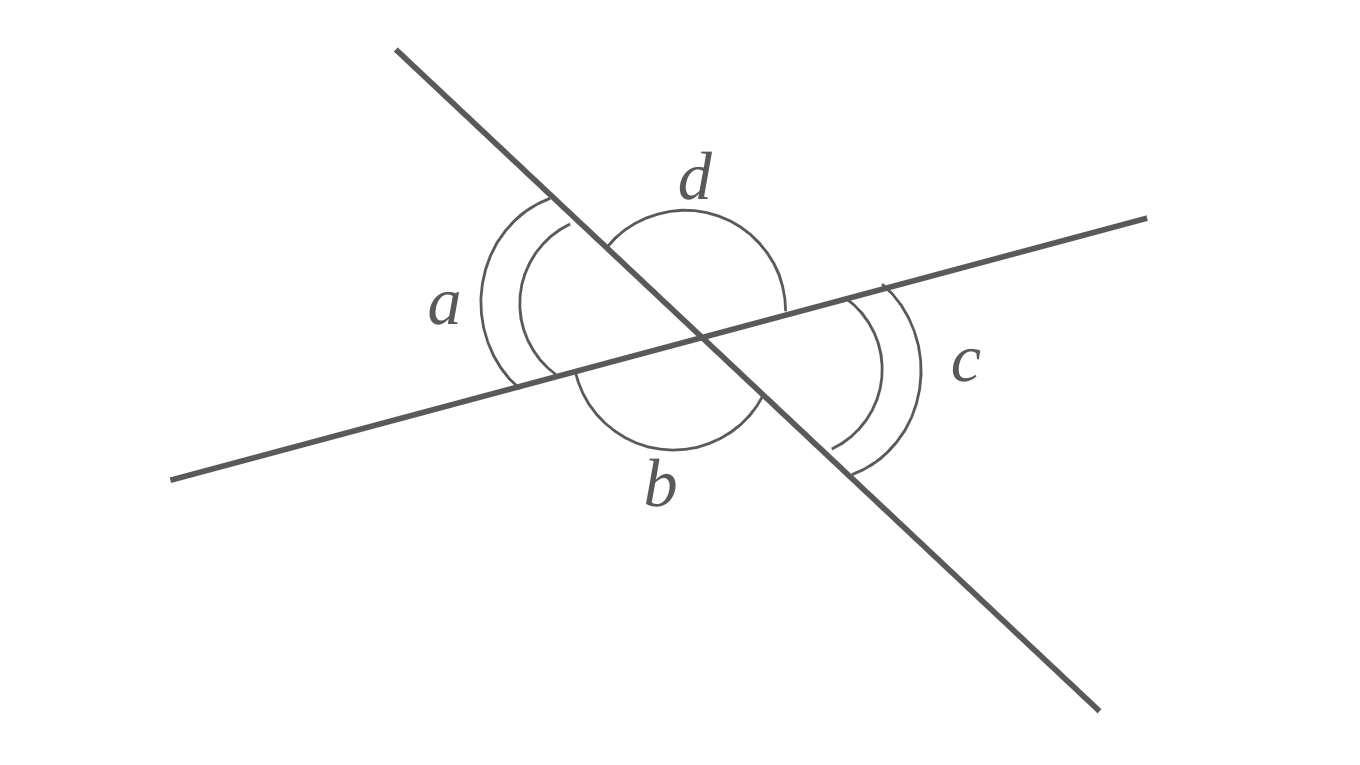
対頂角の図

対頂角はいつも等しい。

## 証明
対頂角が等しいことは以下のように示せる。
一直線であるから、∠a+∠b=180°である。また、∠b+∠c=180°である。
だから、∠a+∠b=∠c+∠bが成り立つ。
両辺から∠bを引いて、∠a=∠cとなる。 (証明終わり)